# بیلبورد ژاپن
بیلبورد ژاپن (به انگلیسی: Billboard Japan) یک سازمان وابسته به مجلهٔ موسیقی بیلبورد ایالات متحده است که توسط شرکت پیوند محتوای هانشین در اوساکای ژاپن گردانده می‌شود.
شرکت پیوند محتوای هانشین در فوریهٔ ۲۰۰۸، جدول موسیقی ۱۰۰ آهنگ داغ بیلبورد ژاپن را تحت مجوز بیلبورد راه‌اندازی کرد.